# Graettinger (Iowa)
Graettinger – miasto w Stanach Zjednoczonych, w stanie Iowa, w hrabstwie Palo Alto, nad rzeką Des Moines. Zgodnie ze spisem statystycznym z 2000 roku, miasto liczyło 900 mieszkańców.